# Arno Mohr

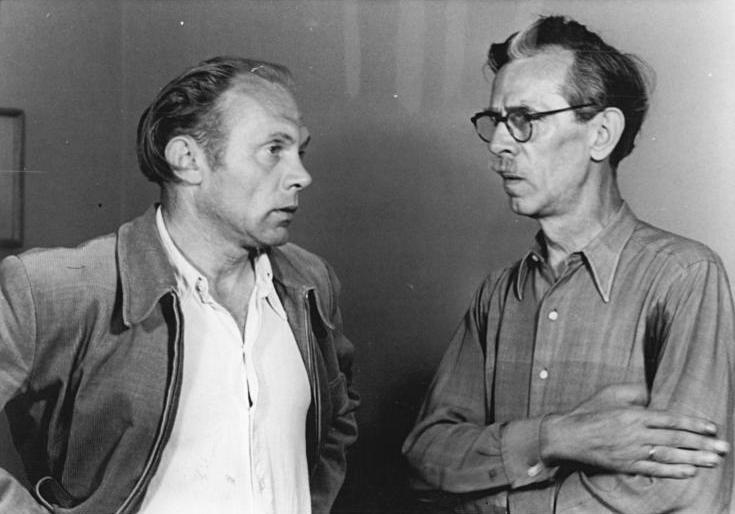
Arno Mohr (links) mit Otto Nagel beim Gründungskongress des Verbands bildender Künstler im Mai 1950

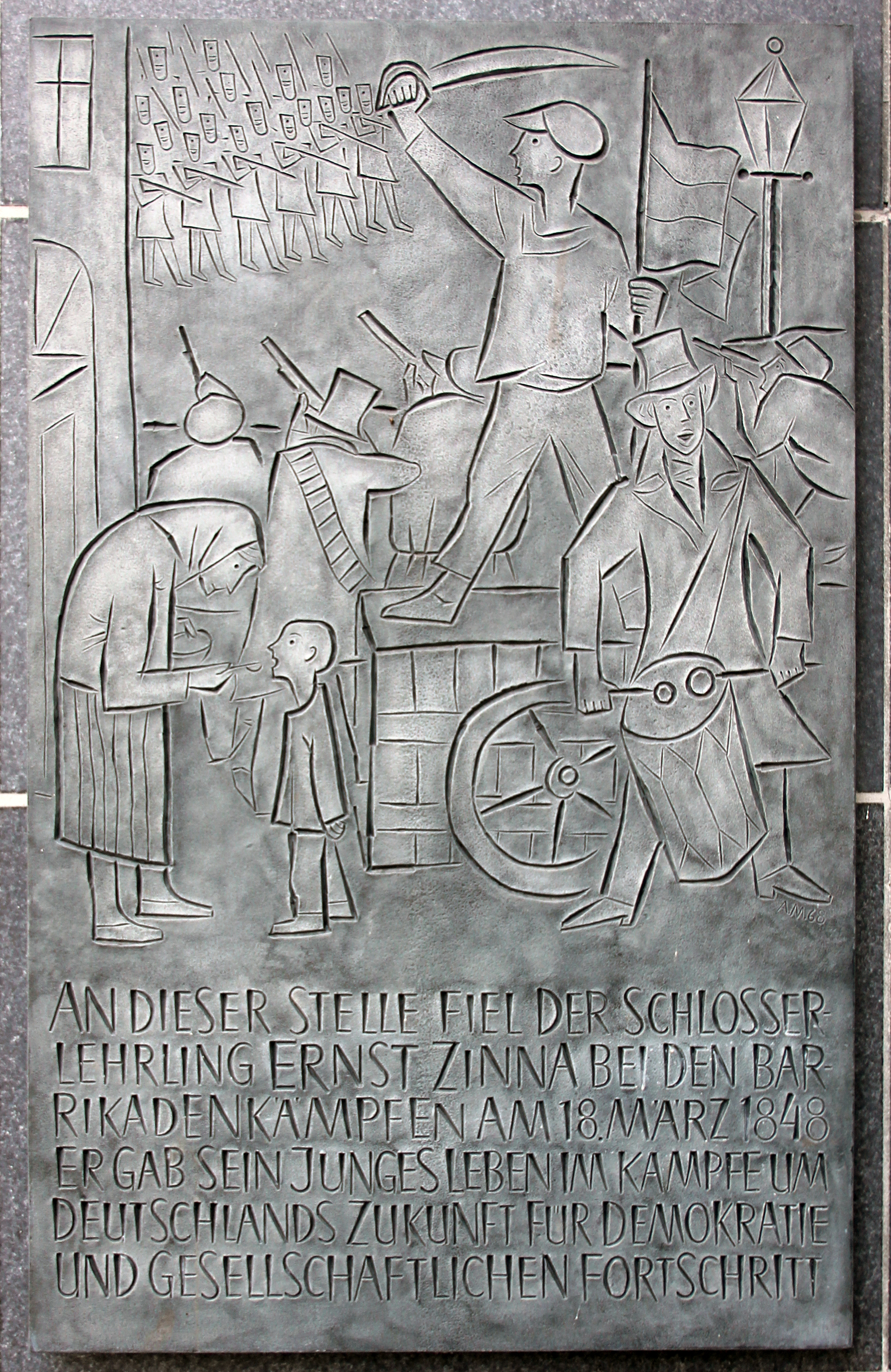
Gedenktafel für Ernst Zinna, Jägerstraße 63c, in Berlin-Mitte

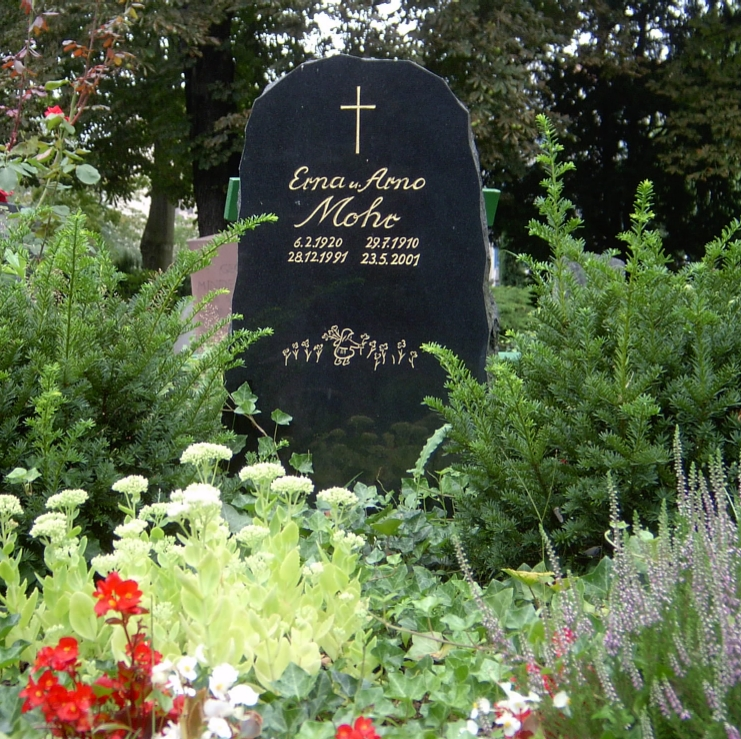
Grab von Arno Mohr in Berlin-Mitte

Arno Mohr (* 29. Juli 1910 in Posen; † 23. Mai 2001 in Berlin) war ein deutscher Maler, Grafiker und Hochschullehrer.

## Stationen
Mohr absolvierte in Berlin von 1924 bis 1927 eine Lehre als Schildermaler bei Ladewig & Co und arbeitete dann in seinem Beruf. Ab 1930 besuchte er Abendkurse an der Kunstgewerbe- und Handwerkerschule. Von 1933 bis 1934 studierte er bei Maximilian Klewer und Erich Wolfsfeld zwei Semester an den Vereinigte Staatsschulen für freie und angewandte Kunst in Berlin-Charlottenburg. Sein Lehrer für Anatomisches Zeichnen war Wilhelm Tank, mit dem ihn später eine Künstlerfreundschaft verband. Mohr übte dann zum Broterwerb verschiedene Tätigkeiten aus. Ab 1940 nahm er als Soldat der Wehrmacht am Zweiten Weltkrieg teil.
Nach der Entlassung aus der Kriegsgefangenschaft gehörte er 1946 zu den Gründern der Hochschule für bildende und angewandte Kunst in Berlin-Weißensee, worauf eine bis 1975 andauernde Professur folgte. In dieser Zeit machte er die Bekanntschaft mit dem Dresdner Drucker Alfred Erhardt und Otto Dix, die ihn 1949 bei der Gründung und Leitung der Druckwerkstatt an der Kunsthochschule Weißensee berieten. Später wurde eine Werkstatt in Berlin-Lichtenberg eingerichtet.
1949 schuf Mohr gemeinsam mit René Graetz und Horst Strempel im Rahmen der Wandbildaktion für die 2. Deutsche Kunstausstellung das Wandbild Metallurgie Hennigsdorf, ein Riesenwerk von vier mal 16 Metern, das für Aufsehen sorgt, aber auch sofort in die Mühlen der Formalismuskampagne geriet. Das Bild wurde kurz darauf vernichtet.
Mohr war einer der bedeutendsten und populärsten Grafiker der DDR. Vor allem viele seiner Kaltnadelradierungen waren in der DDR bekannt und fanden große Verbreitung, u. a. auf „Solidaritätsbasars“, auf denen sie preisgünstig angeboten wurden. Auch als Hochschullehrer hatte Mohr außerordentliche Bedeutung. Allein die Zahl der Schüler, die durch seine Meisterklasse gingen, ist beachtlich.
Mohr hatte in der DDR und im Ausland eine bedeutende Zahl von Einzelausstellungen und Ausstellungsbeteiligungen. In der DDR war er auf nahezu allen wichtigen Ausstellungen vertreten, u. a. von 1946 bis 1988 auf allen Deutschen Kunstausstellungen bzw. Kunstausstellung der DDR in Dresden.
Von 1976 bis zum Abriss des Gebäudes hingen in der Palast-Galerie des Berliner Palasts der Republik Mohrs Monumentalgemälde So wie die Erde ist muß die Erde nicht bleiben ... (1975, Triptychon, Eitempera) und Krieg und Frieden von René Graetz, das Mohr nach dessen Tod vollendet hatte. Es befindet sich seit 2020 im Pei-Bau des Deutschen Historischen Museums.
Mohr war 1950 Mitbegründer des Verbands Bildender Künstler der DDR (VBK). Ab 1974 war er Vorsitzender des Bezirksverbands Berlin und Mitglied des Präsidiums des Verbands.

## Ehrungen (Auswahl)
- 1961: Käthe-Kollwitz-Preis
- 1962 und 1985: Goethepreis der Hauptstadt Berlin
- ab 1970: Mitglied der Deutschen Akademie der Künste
- 1974: Held der Arbeit[6]
- 1976: Kunstpreis des FDGB
- 1980: Nationalpreis der DDR I. Klasse für Kunst und Literatur
- 1982: Hans-Grundig-Medaille
- 1984: Ehrenmitgliedschaft des VBK
- 1984: Karl-Marx-Orden
- ab 1993: Mitglied der Akademie der Künste

## Rezeption
„In seinen Blättern ist eine spröde Leichtigkeit, die bewirkt, dass die Blättere zuweilen „wie in den Sand gezeichnet“ scheinen und als wären sie die selbstverständlichste Sache von der Welt und nicht Ergebnis eines zuchtvollen, auf Ökonomie der Mittel bedachten Werkprozesses“.
Lothar Lang

## Weitere Werke (Auswahl)

### Radierungen
- Einsamer Mann (1956)[8]
- Selbstbildnis (1957)[9]
- Aus meinem Lebenslauf (1960; Serie von 17 Blättern) u. a.[10]
- Winterzeit (1962)[11]
- Helene Weigel (1971)[12]
- Meine Mutter (1972)[13]
- Überfahrt bei Ziegenhals (1976)[14]
- In der Werkstatt beim Zeichnen (1978)[15]
- Künstlercafé (1985)[16]

### Lithografien
- Bertolt Brecht und Helene Weigel (1973)[17]

### Tafelbilder
- Helene Weigel (1971, Eitempera)[18]

### Architekturbezogene Werke
- Wendepunkt (Wandbild; Foyer der Kunsthochschule Berlin-Weißensee)[19]

### Kinderbuch
- Zeit der Kindheit. Der Kinderbuchverlag Berlin, Leipzig 1987, ISBN 3-358-00754-5

## Ausstellungen seit der deutschen Wiedervereinigung
- 2000 Berlin, Akademie der Künste Siehe auch: Deutsche Wiedervereinigung